# مانو فررا
مانو فررا (اسپانیایی: Manu Ferrera‎؛ زادهٔ ۲۱ اکتبر ۱۹۵۸) بازیکن و مربی فوتبال اسپانیایی اهل بلژیک است که عمدتاً به دلیل حضورش در تیم ملی فوتبال بلژیک شناخته می‌شود. وی از سال ۲۰۱۴ تا ۲۰۱۹ به عنوان مربی جوانان باشگاه فوتبال خنت، به مربیگری مشغول بوده است؛ او در تیم ملی ایران هم سابقه دستیاری مربیگری داشته است.